# Ingvar Luhaäär

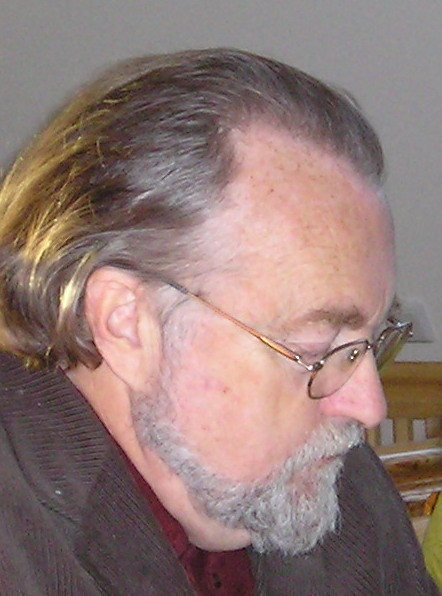
Ingvar Luhaäär (2006)

Ingvar Luhaäär (Pseudonyme Valev Mirtem, Ülev Valder, Tõivelemb Vallak, Rinchen Dordže, * 29. Juni 1945 in Raudna, Kreis Viljandi) ist ein estnischer Schriftsteller und Übersetzer.

## Leben
Luhaäär machte 1965 in Viljandi Abitur und studierte anschließend an der Universität Tartu. Er schloss die Universität 1970 als Historiker ab und arbeitete danach zwei Jahre an der Schule in Kambja. Von 1972 bis 1978 war er literarischer Mitarbeiter der Zeitung Säde, dem Organ des estnischen Komsomols. Danach war er aktiv in verschiedenen Organisationen, wo er sich vornehmlich als Leiter (und Gründer) von Lyrikklubs engagierte.

## Werk
Nach ersten Gedichtpublikation in der Presse debütierte Luhaäär 1966 in einer Lyrik-Kassette, wie es in Estland in den 1960er-Jahren häufig geschah. Seine Gedichte wurden zurückhaltend bewertet, stellenweise wurde ein „Reim um des Reimes willen“ konstatiert, wenngleich seine „Aufrichtigkeit“ gelobt wurde. Im Weiteren veröffentlichte Luhaäär etliche Gedichtbände und Romane, wobei allerdings bald konstatiert wurde, dass „die Kritik kein Interesse zeigte.“ Ein Großteil seines späteren Werkes beschäftigt sich mit Erotik und Sexualität, und zwar nahezu ausschließlich, wobei die literarische Qualität sehr zu wünschen übrig ließ, so dass sich einem Kritiker zufolge die Frage stellte, inwieweit „das alles noch mit Literatur zu tun“ habe.
Außerdem übersetzte Ingvar Luhaäär aus dem Bengalischen (Rabindranath Tagore) und Maithili (Vidyapati).

## Bibliografie (Auswahl)
- Toominga atmosfäär ('Die Atmosphäre der Traubenkirsche'). Tallinn: Eesti Raamat 1966. 43 S. (Noored autorid 1965)
- Helemite aed ('Garten der Begeisterungen'). Tallinn: Eesti Raamat 1977. 82 S.
- Valge õis sinisel ('Weiße Blüte auf dem Blau'). s. l.: s.n. 1996. 182 S.
- Klaasist lepatriinu ('Marienkäfer aus Glas'). Romaan. Tallinn: s.n. 1996. 148 S.
- Toomingais ja sireleis ('In Traubenkrischen und Flieder'). Tallinn: s.n. 1996. 132 S.
- Pioneerilaulud kõlagu, kõlagu!... Jutustus lapsepõlvest sovetiajal ('Möge das Lied der Pioniere erklingen! Erzählung von einer Kindheit in der Sowjetzeit'). Tallinn: s.n. 1999. 255 S.
- Tulevaas ('Feuervase'). Tallinn: Eesti Luuleliit 1994. 72 S.
- Taevased tüdrukud, taevane isa ('Himmlische Mädchen, himmlischer Vater'). Tallinn: Eesti Luuleliit 2002. 47 S.
- Unistades Eestist: isamaaluulet ('Träumend von Estland. Vaterländische Dichtung'). Tallinn: Eesti Luuleliit 2007. 46 S.